# Pankasz
Pankasz is een plaats (község) en gemeente in het Hongaarse comitaat Vas. Pankasz telt 485 inwoners (2001).